# ديفيد إم. إيدي
ديفيد إم. إيدي (بالإنجليزية: David M. Eddy)‏ هو طبيب أمريكي، ولد في 1941.